# WOWOW

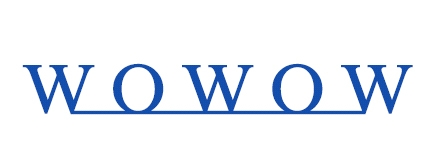
Logo da WOWOW.

WOWOW é um canal de televisão japonês transmitido apenas por satélite e requer uma subscrição. Sua programação é de animes, séries, jornalismo e filmes. Entrou no ar em 1º de abril de 1991 e passou a transmitir sinal digital em 1º de dezembro de 2000.
Partindo de pouco mais de 200 mil assinantes em seus primeiros meses de transmissão, WOWOW chegou a mais de 2,5 milhões ao final de dois anos. O canal tornou-se conhecido pela programação de animes, como Brain Powerd, Crest of the Stars, The Big O, Cowboy Bebop, Ergo Proxy e Paranoia Agent, assim como o programa duplo Anime Complex.
O nome do canal é uma dupla exclamação ("Wow!", equivalente a "Uau!" em português) e também um acrônimo parcial para "World Wide Watching" (assistência de amplitude mundial).
WOWOW também transmite séries de televisão norte-americanas, como Friends, Sex and the City, The Sopranos, Grey's Anatomy, South Park e The Simpsons, entre outras. Também exibe o famoso seriado mexicano Chaves.